# Niedźwiadki (Góry Sowie)
Niedźwiadk (niem.  Steinkoppe , 678 m n.p.m.) – wzniesienie w południowo-zachodniej Polsce, w Sudetach Środkowych, w środkowej części Gór Sowich. 

## Położenie i opis
Wzniesienie położone na terenie Parku Krajobrazowego Gór Sowich w północno-środkowej części Gór Sowich, około 1, 2  km na południowy wschód od centrum Kamionek dzielnicy Pieszyc.
Rozciągnięte, wzniesienie w kształcie małego wydłużonego kilkuwierzchołkowego grzbietu górskiego z kulminacją 678 m. Wzniesienie o zróżnicowanej rzeźbie i ukształtowaniu oraz dość stromych zboczach: północno-wschodnich i południowo-zachodnich, z płaską wyrazistą powierzchnią szczytową, na której położonych jest w bliskiej odległości kilka wierzchołków, których różnica wysokości jest minimalna. Wznosi się w środkowym odcinku bocznego grzbietu, który odchodzi od Słonecznej w kierunku północnym, a dalej ciągnącym się przez Żebraka, aż po Błyszcz. Od wzniesienia Korczak, położonego po południowej stronie oddzielone jest Przełęczą Trzy Buki. Wzniesienie wyraźnie wydzielają doliny: od południowego zachodu dolina, którą płynie bezimienny potok górski dopływ potoku Kamionka, a od północnego wschodu płytko wykształcone doliny Brzęczka. Zachodnie zbocze wzniesienia stromo opada do potoku Kamionka, nad którym położona jest miejscowość Kamionki. Wzniesienie zbudowane z prekambryjskich gnejsów i migmatytów. Zbocza wzniesienia pokrywa niewielka warstwa młodszych osadów z okresu zlodowaceń plejstoceńskich. Cała powierzchnia wzniesienia łącznie z partią szczytową porośnięta jest lasem świerkowym i bukowym regla dolnego. Dolinami wydzielającymi wzniesienie prowadzą drogi leśne, które uczęszczane są przez turystów i którymi poprowadzono trasy turystyczne. U podnóża wzniesienia, po północno-zachodniej stronie położona jest Kamionki dzielnica Pieszyc. Położenie wzniesienia, kształt oraz płaski rozciągnięty kilkuwierzchołkowy szczyt czynią wzniesienie rozpoznawalnym w terenie.

## Inne
- Na szczyt wzniesienia z Przełęczy Trzy Buki prowadzi leśna droga[1].
- Wzniesienie w przeszłości nosiło nazwę: Schulzenberg, Steinkoppe, Niedźwiadek[1].
- Grzbietem wzniesienia Niedźwiadki prowadzi droga leśna, inne drogi trawersują zbocza. Południowym zboczem przechodzi niebieski szlak E3 z Nowej Bielawy na Wielką Sowę[1].

## Ciekawostki
- W masywie Niedźwiadki występują skupienie skał węglanowych.
- W przeszłości na stokach wzniesienia prowadzone były roboty górniczo-poszukiwawcze za kruszconośnymi żyłami.